# FIH-wereldranglijst
De FIH-wereldranglijst is een ranglijst die een overzicht in relatieve krachtsverhouding weergeeft tussen de beste hockeynaties ter wereld. De wereldranglijst wordt door de wereldhockeybond FIH samengesteld. Voor de berekening van de wereldranglijst worden de resultaten tegen andere landen gebruikt.
De FIH en de continentale bonden gebruiken de wereldranglijst om voor de groepsfase landen te kunnen indelen in de groepen bij internationale kampioenschappen en de bijbehorende kwalificatietoernooien. Daarnaast wordt de ranglijst door de FIH als een marketingmiddel gebruikt om de interesse en discussie in de sport levend te houden.

## Wereldranglijst
De top 20 bij de mannen en vrouwen per 15 augustus 2024.
Mannen
| #  | +/-     | Nationale ploeg | CF  | Punten  |
| -- | ------- | --------------- | --- | ------- |
| 1  | Stabiel | Nederland       | EUR | 3168,01 |
| 2  | 1       | Duitsland       | EUR | 3035,28 |
| 3  | 3       | Engeland        | EUR | 2973,31 |
| 4  | 2       | België          | EUR | 2958,66 |
| 5  | Stabiel | India           | ASI | 2848,67 |
| 6  | 2       | Australië       | OCE | 2714,24 |
| 7  | Stabiel | Argentinië      | PAN | 2642,62 |
| 8  | Stabiel | Spanje          | EUR | 2469,55 |
| 9  | 3       | Ierland         | EUR | 2077,63 |
| 10 | 1       | Frankrijk       | EUR | 2015,85 |
| 11 | 3       | Zuid-Afrika     | AFR | 1912,96 |
| 12 | 2       | Nieuw-Zeeland   | OCE | 1958,05 |
| 13 | Stabiel | Maleisië        | ASI | 1910,30 |
| 14 | 3       | Zuid-Korea      | ASI | 1863,63 |
| 15 | 1       | Japan           | ASI | 1844,64 |
| 16 | 1       | Pakistan        | ASI | 1788,03 |
| 17 | 1       | Wales           | EUR | 1713,25 |
| 18 | 1       | Egypte          | AFR | 1712,31 |
| 19 | 1       | Oostenrijk      | EUR | 1603,53 |
| 20 | 1       | Canada          | PAN | 1588,43 |

Vrouwen
| #  | +/-     | Nationale ploeg  | CF  | Punten  |
| -- | ------- | ---------------- | --- | ------- |
| 1  | Stabiel | Nederland        | EUR | 3641,34 |
| 2  | Stabiel | Argentinië       | PAN | 3058,56 |
| 3  | 2       | België           | EUR | 2851,61 |
| 4  | 1       | Duitsland        | EUR | 2738,63 |
| 5  | 1       | Australië        | OCE | 2720,41 |
| 6  | 2       | China            | ASI | 2567,31 |
| 7  | 1       | Engeland         | EUR | 2419,26 |
| 8  | 1       | Spanje           | EUR | 2322,39 |
| 9  | Stabiel | India            | ASI | 2087,61 |
| 10 | 1       | Nieuw-Zeeland    | OCE | 2024,16 |
| 11 | 1       | Japan            | ASI | 2009,88 |
| 12 | 2       | Ierland          | EUR | 1928,49 |
| 13 | Stabiel | Verenigde Staten | PAN | 1898,39 |
| 14 | 1       | Chili            | PAN | 1862,30 |
| 15 | 3       | Zuid-Korea       | ASI | 1820,32 |
| 16 | 1       | Schotland        | EUR | 1625,31 |
| 17 | 1       | Canada           | PAN | 1557,10 |
| 18 | 1       | Italië           | EUR | 1482,82 |
| 19 | 2       | Wit-Rusland      | EUR | 1403,29 |
| 20 | 2       | Zuid-Afrika      | AFR | 1403,03 |

Legenda
| Code | Verklaring             |
| ---- | ---------------------- |
| CF   | Continentale Federatie |
| AFR  | Afrika                 |
| ASI  | Azië                   |
| EUR  | Europa                 |
| OCE  | Oceanië                |
| PAN  | Amerika (Noord + Zuid) |

## Opbouw ranglijst
Alle nationale seniorenploegen van alle aangesloten nationale bonden die deelnemen op continentaal federatieniveau worden opgenomen. Er wordt een aparte ranglijst voor mannen en vrouwen gemaakt.
Vanaf 2020 gebruikt de FIH een systeem om de wereldranglijst samen te stellen, dat vergelijkbaar is met het systeem dat door World Rugby en de wereldvoetbalbond FIFA wordt gebruikt.
Dit op wedstrijden gebaseerde systeem wijkt af van het vorige op toernooien gebaseerde rangschikkingssysteem en omvat een uitwisseling van punten tussen de twee teams in elke gespeelde wedstrijd. Het aantal uitgewisselde punten is afhankelijk van het resultaat van de wedstrijd, de relatieve rangschikking van de teams en het belang van de wedstrijd.